# ハイカルチャー
ハイカルチャー（英: High culture）とは、学問・文学・美術・音楽など人類が生んだ文化のうち、その社会において高い達成度を示していると位置づけられたもの。上位文化などと訳されることもある。または「文化」という言葉がもっぱらハイカルチャーを指すことがある。元文化庁長官の青木保によれば、ハイカルチャーは「生活文化」を背後にした上でのそこから生まれてくる物の見方、事物観であり、そこに表われる文化の成熟度である。また、政治的・経済的な優位性を持つ人々によって支配された伝統的国民文化であることから社会的に高い位置づけをされているという側面もあり、現実に創造力の具現としての価値が高いかどうかは個別に判断を要する問題である。ハイカルチャーでは前提として一定以上の知識・教養が必要であるため、大衆文化にはない高尚で難解なイメージを伴う。
ハイカルチャーは（主に19世紀までの間にヨーロッパを中心に形成された）貴族や富裕層階級のものであり、知識・教養を持つ少数の者が享受する文化であった。しかし20世紀の大衆文化の時代になると、少数者がハイカルチャーを独占するものではなくなり、古典絵画やクラシック音楽も一般に鑑賞されるようになった。
この西洋におけるハイカルチャーの概念を日本に当てはめるならば、公家、武家、僧がその享受層にあたる。同様に世界各国にハイカルチャー的概念が存在している。
ただし起源として、誕生時からハイカルチャーとして存在していた文化はない。年月を重ね、あるいは理論体系が研鑽され、社会的地位の高い層または知識・教養がある"と考えられている"層に愛好されることによって初めて、ハイカルチャーとして捉えられるようになる。言い換えるならば、文明の発展過程で、「ある『もの』や『こと』」が、ある民族集団により、「高い価値がある」と位置付けられた、その時点から初めて定義される概念である。そのため、地域や時代が違えば、民族集団は異なり、価値付けも異なる可能性がある。
なお、20世紀以降に生まれたハイカルチャーもあり、それは前衛芸術（アヴァンギャルド）と呼ばれる。ただしそれを支持する層は旧体制の伝統的な貴族や富裕層ではなく、あくまでも大衆の中の少数派（カルト）であった。

## ハイカルチャーの例
ここでは、ハイカルチャーの副次的な概念である「各国の伝統的な支配階級によって、一定期間閉鎖的に愛好・支持された文化」に絞って、並べることにする。

### ヨーロッパ
- 古典美術（彫刻、絵画、建築等）
- クラシック音楽
- 古典文学・古典演劇（小説、戯曲、オペラ等）
- 一部ダンス（バレエ、社交ダンス）
- ハイエンド・ファッション（礼服、香水、化粧、髪型等を含む）
- ギリシア神話・ローマ神話・キリスト教
- 学問
  - 基礎科学
    - 人文科学（哲学・宗教学・心理学・歴史学・考古学・言語学等）
    - 社会科学（法学・政治学・経済学・経営学・社会学・教育学等）
    - 自然科学（数学・物理学・化学・生物学・地球科学・天文学等）

  - 応用科学（工学・農学・医学・歯学・薬学等）
  - 総合科学（情報学・環境学・家政学・性科学・博物学等）
- 騎士七芸
  - 馬術（後にスポーツの馬術競技、競馬、ポロへ）
  - 水泳（後にスポーツの水泳競技へ）
  - ハンティング（後にスポーツの射撃へ）
  - 西洋弓術（後にスポーツのアーチェリーへ）
  - 西洋剣術（後にスポーツのフェンシングへ）
  - チェス
  - ポエム
- スポーツ
  - サッカー
  - ラグビー
  - ゴルフ
  - テニス
  - フィギュアスケート
  - 自動車競技

### 日本
日本では、以下の多くを芸道と称した。
- 古典美術（ヨーロッパと同様）
- 古典文学（小説、漢詩、和歌等）
- 古典演劇（能楽。歌舞伎については、演劇改良運動や天覧歌舞伎を参照）
- 一部日本舞踊（雅楽、舞楽等）
- ハイエンド・ファッション（ヨーロッパと同様）
- 宗教と学問
  - 神道
  - 仏教
  - 儒学
  - 道教・陰陽道・老荘思想
  - 漢学
  - 算術
  - 国学
  - 洋学（蘭学）
- 囲碁・将棋
- 茶道
- 書道
- 華道・盆栽
- 香道
- 相撲
- 武芸十八般（古武道。後にスポーツの現代武道へ）
- 狩野派

## ハイカルチャーの受容
従来ハイカルチャーとされたものは、古典古代 - ルネサンス期を経て正統な文化と考えられたものであったが、主としてヨーロッパのエリート男性が担ってきたものである。ヨーロッパ中心、エリート中心、男性中心の文化であり、今日ではその文化のあり方が様々な立場から批判を受ける場合もある。ハイカルチャーとそれ以外の文化との区別は、社会の支配層が自らの所属する階層・集団が持つ文化を一段高いものとし、それ以外の文化を価値の低いものとする意識が生んだものであるとも考えられる。
明治以後、西欧の輸入という形で進められた日本のハイカルチャー受容は、形態にほとんど変わりはない。なお、日本古来のハイカルチャーと言える芸道に傾倒する者は数寄者と呼ばれ、西洋のハイカルチャーに傾倒する者はハイカラと呼ばれた。いずれもかつては大衆からの皮肉が込められた呼称であったが、現代では肯定的な意味合いになっている。

## 類語
社会の支配的な文化という意味でメインカルチャーという言葉が使われることがある。対比される語としては、次のようになる。
- メインカルチャー - サブカルチャー
- ハイカルチャー - カウンターカルチャー
- スクエア - ヒッピー